# Wiske
Het meisje Wiske is een van de hoofdpersonages uit de serie stripverhalen van Suske en Wiske. Haar eigenlijke naam is Louise, maar zo wordt ze slechts zelden genoemd. Wiske speelt ook een rol in de spin-offstripreeksen Amoras en De Kronieken van Amoras.

## Naamgeving
Voor de naam van Wiske werd Vandersteen waarschijnlijk geïnspireerd door de Belgische actrice Louisa 'Wieske' Ghijs (1902-1985), officiële naam Ludovica Ghijs, van wie zijn moeder naar verluidt een enorme fan was.
Willy Vandersteens oudste dochter, Helena Vandersteen, stond als kind model voor Wiskes uiterlijk (In Sooi en Sientje wordt dit onthuld).
Een koosnaampje voor Wiske is "Wissewis".

## Familie
Suske en Wiske zijn geen familie van elkaar. Suske werd geadopteerd door tante Sidonia nadat hij Wiske, tante Sidonia en professor Barabas ontmoet had op Amoras. Suske en Wiske zijn sindsdien onafscheidelijk, alhoewel de beste vrienden door hun verschillende karakters weleens botsen.
Tante Sidonia is wel de echte tante van Wiske. Wiske heeft ook nog een oudere broer, Rikki. Rikki verdween na het allereerste verhaal Rikki en Wiske in Chocowakije (1945) uit de serie en keerde pas terug in De gevangene van Prisonov (2003).
De Snor is de grootvader van Wiske en de vader van tante Sidonia. Waar de ouders van Rikki en Wiske zijn, blijft onduidelijk. Er wordt vermoed dat het hier om oorlogsslachtoffers zou handelen en Wiske dus een door haar tante opgevangen weeskind is.
Wiske is vernoemd naar Wiske van Stiefrijke; zij is de jongste dochter van Petra Jan Estella Van Stiefrijke (de zus van de overgrootmoeder van tante Sidonia). Wiske van Stiefrijke verblijft enige jaren bij haar oom Moustache als ze lijdt aan trachoom en reist in Sterrenrood (2015) haar ouders achterna naar Amerika. Ze krijgt tijdens de overtocht het lappenpopje van Madeleine Scapin de Boule, een rijke 95-jarige dame die vertelt dat Wiske van Stiefrijke enorm veel op haar overleden dochter Marie lijkt. Wiske van Stiefrijke geeft het popje veel later als geboortegeschenk aan Wiske. Dit popje Scaboul is dus al vele jaren in de familie aanwezig en tegenwoordig het popje van Wiske.
Ook Rosse John (die voorkomt in De lachende wolf uit 1953) is familie van Wiske en Sidonia.

## Karakter
Wiske en haar popje Schanulleke zijn onafscheidelijk. Verlies of schijnbare vernietiging van Schanulluke zorgt er vaak voor dat Wiske meteen flauw valt, en kan haar fataal worden. 
Wiske heeft veel hart voor de natuur. Ze heeft een grote dierenliefde, wat bijvoorbeeld blijkt als ze de aangereden hond Tobias in huis neemt..
Wiske is vaak koppig, driftig en/of jaloers, maar ze heeft een hart van goud. Anders speelt ze belangrijke bijrollen of is haar verdwijning of ontvoering de reden voor het avontuur. Ze is zodoende vaker het centrum van de aandacht dan de nuchtere en bravere Suske. Wiske zet mensen vaak op hun plaats en is tegen onrecht. Als het moet kan ze ontzettend fel in de strijd tegen onrecht zijn. Ze weet Suske vaak te manipuleren.
Wiske is ontvankelijk voor luxe, rijkdom of macht of de charmes van een jongen. Ze brengt de mensen in haar omgeving niet zelden in de problemen doordat ze haar mond voorbij praat. Haar nieuwsgierige aard is anderzijds vaak ook een uitkomst.
Wiske is soms brutaal en vertelt weleens leugentjes. In enkele verhalen (zoals De goalgetter uit 1990 en Amber uit 1997) komen vooral de negatieve karaktertrekken van Wiske uit de verf, zoals haar jaloerse aard.

## Uiterlijk
Wiske draagt meestal een rood strikje in haar blonde haar en kleedt zich in een witte jurk met een rode streep onderaan. In de Blauwe reeks heeft Wiske daarentegen krulletjes en lijkt ze iets volwassener te zijn dan in de Rode reeks. In de allereerste verhalen lijkt Wiske nog een paar jaar jonger dan later.
Het hoofd van Wiske wordt wel omschreven als een eierkopje. In veel van de verhalen draagt Wiske, net zoals de andere hoofdpersonen, kleding die bij de locatie of bij het tijdperk past.
Na de intrede van Paul Geerts als tekenaar duikt ze echter meermalig op in een shirt en spijkerbroek, dit omdat de strip moest moderniseren. Vanaf het verhaal Amber (1999) draagt ze enkele albums lang een topje met minirok, wat veel commotie heeft veroorzaakt onder de fans. Na vele verhalen werd besloten om haar witte jurkje en schoenen wat moderner te maken, maar ook hier kwam Studio Vandersteen later op terug. De bekende kleurcode bleek erg belangrijk voor de herkenbaarheid van de strip en Suske en Wiske kregen hun normale kleding terug.
In 2017 werd opnieuw een make-over doorgevoerd. Wiske kreeg nu een strakker gesneden jurkje met dubbele rode streep en daarover een blauw vest. Ze krijgt bruine laarsjes, een hippe rode sjaal en haar haren zijn langer. Ook krijgt Wiske, net als tante Sidonia, borsten.

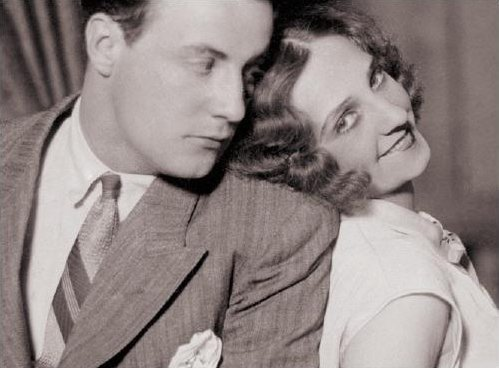
Louisa Ghijs (rechts) vormde waarschijnlijk een belangrijke inspiratiebron voor de naam Wiske
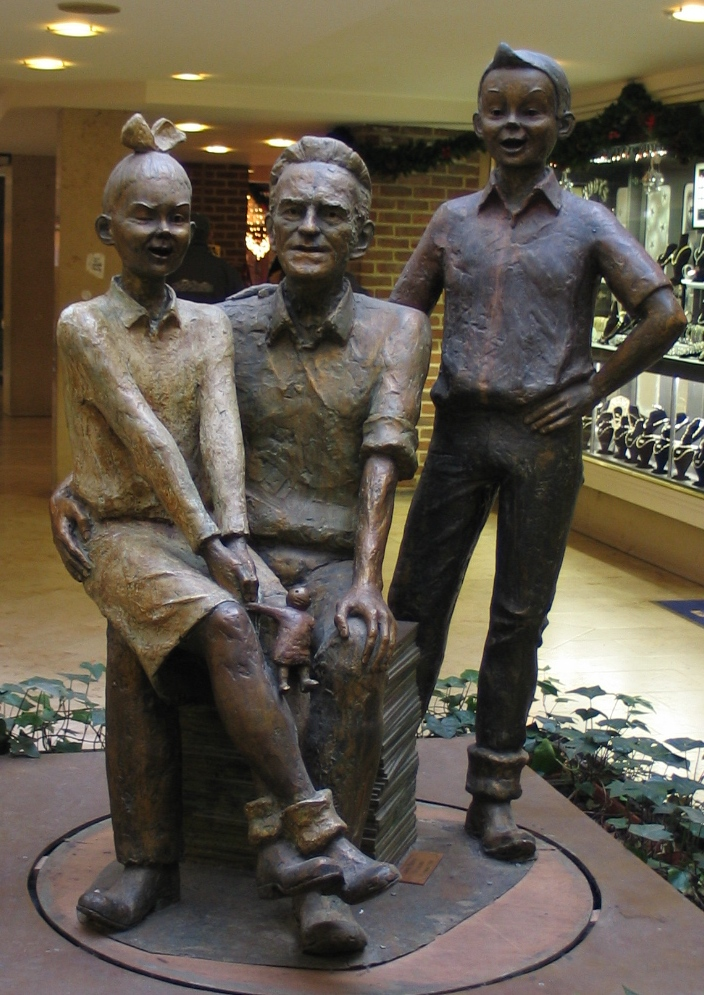
Een standbeeld van Willy Vandersteen met Suske, Wiske en Schanulleke in Hasselt
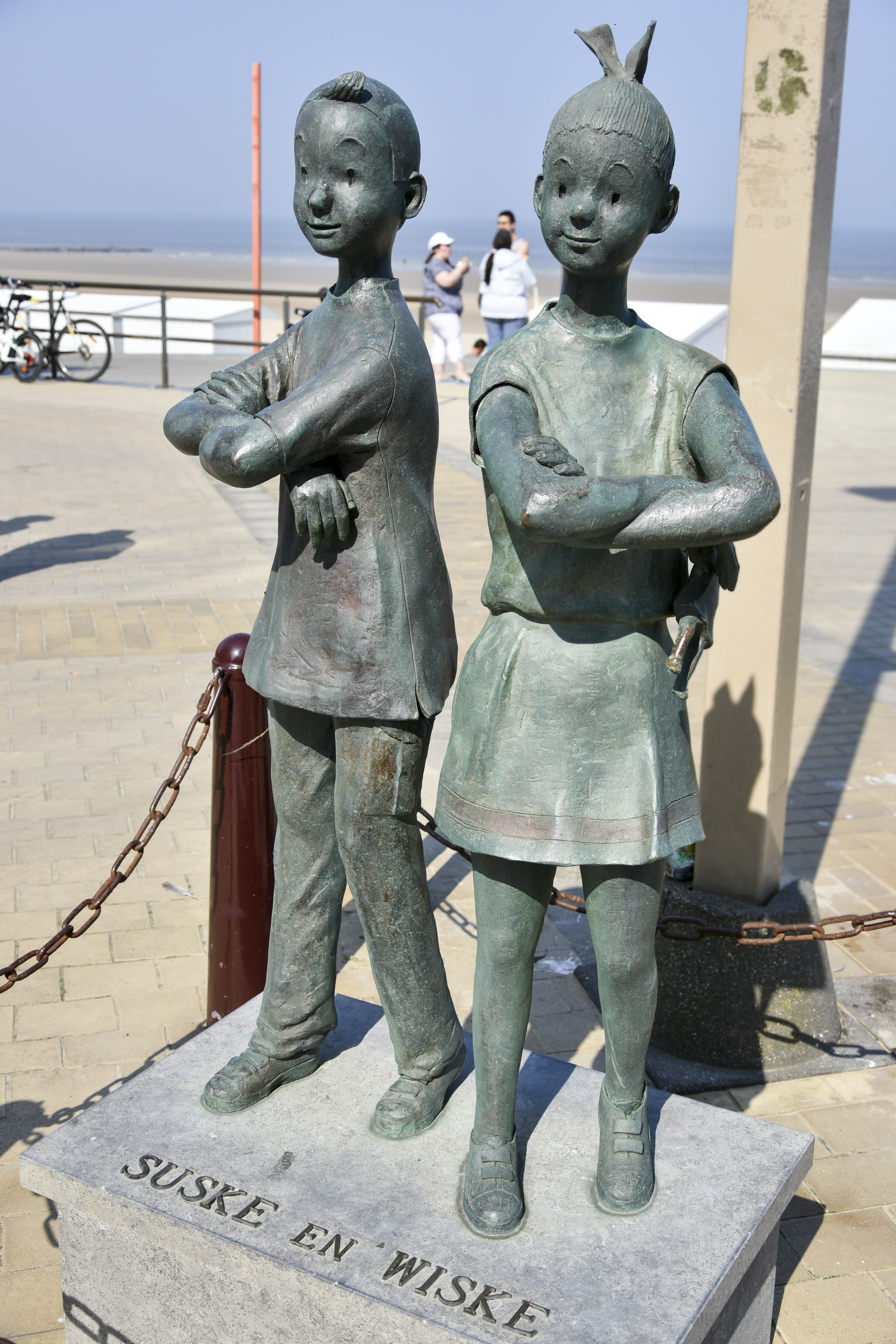
Suske en Wiske, stripstandbeelden Middelkerke

## Personage buiten de strip
- Hellen Huisman verzorgde de stem van Wiske in de gelijknamige televisieserie.
- Femke Stoop verzorgde de rol van Wiske in de musical van De spokenjagers.
- Céline Verbeeck verzorgde de rol van Wiske in de De duistere diamant.
- Evelien Verhegge verzorgde de stem van Wiske in de animatiefilm De Texas Rakkers.
- Hanne Ghoos speelde Wiske in een jeugdtoneelstuk, het Het Meerlaer Mysterie.
- Amaryllis Uitterlinden verzorgde de stem van Wiske in de luisterstrip De stuivende stad die werd uitgegeven bij het gelijknamige album.
- Alhoewel de personages Suske en Wiske niet voorkomen in de eerste reeks van de Jerom-strip, komen ze wel voor in De wonderbare reizen van Jerom . De poppen van deze twee stripfiguren komen voor in het album Het mysterie Nooittevree. Suske en Wiske spelen zelf een kleine rol in Pipo papegaai en in Wie een put graaft voor een ander.

## Vertalingen
Enkele Suske en Wiske-albums zijn ook verschenen in andere landen, en in deze vertalingen heeft Wiske een andere naam:
- Bobette, vertaling in het Engels in het album The Poisoned Rain (De ruige regen).
- Suzy, vertaling in het Engels.
- Wanda, vertaling in het Engels.
- Ulla, vertaling in het Duits.
- Wanda, vertaling in het Duits.
- Frida, vertaling in het Duits.
- Vinjo, vertaling in het Esperanto.
- Anu, vertaling in het Fins.
- Bobette, vertaling in het Frans.
- Fiffi, vertaling in het Zweeds.
- Vikka, vertaling in het IJslands.
- Wieske, vertaling in het (Noord-)Brabants.[7]

Wiske heeft haar oorspronkelijke naam behouden in de volgende vertalingen:
- Antwerps
- Drents
- Fries
- Limburgs

## Varia
- Belangrijke hoofdrollen zijn voor Wiske onder meer weggelegd in De olijke olifant (1978), De lieve Lilleham (1984) en De parel in de lotusbloem (1987).
- In De koning drinkt (1949) noemt Wiske zichzelf "...Ik!! Geboren Ludovica, bijgenaamd Wiske..."